# Скандинавска митология
Староскандинавската митология обхваща предхристиянската религия, вярата и легендите на скандинавците, както и на викингите, които се заселват в Исландия. Важно е да се отбележи, че финландците имат самостоятелна система от вярвания (виж. Финска митология), въпреки че между двете митологии има много общи моменти. Скандинавската митология представлява и най-добре запазената версия на старата митология на германите като включва и англосаксонската митология. Митологията на германите сама по себе си е развита от ранна Индоевропейска митология.
Скандинавската митология представлява колекция от убежденията и историите, разпространени сред северните германски племена. Тя не представлява истинска религия, тъй като не се смята за истина пратена от боговете и не разполага с една или повече свещени книги. Разпространявала се е предимно устно, под формата на дълги стихове. Устното разпространение на легендите продължава до епохата на викингите. Почти цялата информация за скандинавската митология, с която разполагаме идва от средновековни текстове, написани по време или след християнизацията на тези земи.
В скандинавския фолклор някои от убежденията, присъстващи в скандинавската митология, се запазват непроменени много дълго време. Някои от традициите са част от фолклора на местното население и в наши дни. Други части от митологията на скандинавците впоследствие се е възродила или се е изменила под формата на германски неопаганизъм. Скандинавската митология се превръща в основна тема в немалко съвременни литературни произведения, както и във филмови или театрални продукции.
Викингите винаги търсели начин да запазят благоразположението на многобройните морски божества и преди всичко на Ньорд - богът на морето, символ на плодородието и плодовитостта. В техните представи, той бил стар мъдрец, който бди над крайбрежията и най-вече — над местата, където се лови риба. Те вярвали, че дълбоко в морската бездна, в своя величествен палат живеел Егир, заедно с жена си Ран и с деветте им дъщери. Викингите различавали девет вида вълни и били убедени, че всяка от тях била предизвиквана от една от тези девет дъщери. Това били скандинавските морски сирени, които прелъстявали моряците, за да ги отвлекат в океанските дълбини. Те смятали също така, че земята е плоска и кръгла, заобиколена отвсякъде с море. Според тях, в дълбоките океански бездни живеел Вселенският змей — Йормунганд, чието тяло опасвало цялата земя, и че той предизвиквал силните морски бури. Тези морски божества олицетворявали богатствата и опасностите на моретата, а също (деветте дъщери на Ран) – магията, която винаги са упражнявали над хората.
Викингите вярвали и в различни същества, носители на магическа сила, като елфи, гномове, тролове и т.н. Те си представяли гномовете като малки създания, които живеят под земята и в тъмните и гъсти гори и пазят подземни съкровища. Имали магическата сила да направят човек щастлив или нещастен и особено да подаряват своите несметни съкровища на случайни посетители в горите, които обитавали. Троловете, обикновено са изобразявани, като огромни великани, повече зли отколкото добри, които се хранели с камъни и хора. Някои тролове били огромни колкото скали и дори планини. Дърветата и горите по върховете представлявала косата им, а очите и устата им били пещери.

## Галерия
- Тор в битка срещу Йотуни (1872) от Мартен Ескил Винге
- Один